# سینتیا سایکس
سینتیا سایکس (انگلیسی: Cynthia Sikes؛ زادهٔ ۲ ژانویهٔ ۱۹۵۴) بازیگر و مدل اهل ایالات متحده آمریکا است.
از فیلم‌ها یا مجموعه‌های تلویزیونی که وی در آن‌ها نقش داشته‌است، می‌توان به مردی که زن‌ها را دوست داشت، وضعیت اضطراری!، کارآگاه راکفورد، ستوان کلمبو و آرلیس اشاره نمود.